# A Better Life
A Better Life és una pel·lícula estatunidenca de gènere dramàtic del 2011 dirigida per Chris Weitz amb guió d'Eric Eason.

## Argument
La pel·lícula narra la història d'en Carlos Galindo, un jardiner de quaranta anys, immigrant il·legal mexicà, que fa feines a les cases dels patrons més rics de l'est de Califòrnia. En Carlos és una persona honesta i decent, i no falla mai cada dia a la feina.
El que més interessa a en Carlos és protegir el seu fill adolescent, en Luis Galindo, de les colles que voltegen la ciutat on viuen. I també ha de tenir cura que els agents d'immigració no els descobreixin.
Amb tot aquests problemes, l'única meta que té és oferir al seu fill una vida millor de la que ell va tenir.

## Repartiment
- Demián Bichir
- José Julián
- Eddie Sotelo
- Joaquín Cosio
- Nancy Lenehan
- Gabriel Chavarría
- Bobby Soto
- Chelsea Rendón
- Kimberly Morales
- Lizbeth Leon

## Premis i nominacions

### Nominacions
- 2012. Oscar al millor actor per Demián Bichir.[2]
- 2012. Premi del Sindicat d'Actors al millor actor per Demián Bichir.[3]
- 2012. Premi Independent Spirit al millor actor per Demián Bichir.[4]